# Ergavia brunnea
Ergavia brunnea là một loài bướm đêm trong họ Geometridae.